# Loge (Martfeld)
Loge ist ein Ortsteil der Gemeinde Martfeld im Nordosten des niedersächsischen Landkreises Diepholz. Der Ort liegt südöstlich des Hauptortes Martfeld an der Landesstraße L 331.

## Baudenkmale
Während in der Liste der Baudenkmale in Martfeld für die gesamte Gemeinde Martfeld 59 Baudenkmale aufgeführt sind (davon im Kernort Martfeld 37, in Hustedt drei und in Kleinenborstel 19), ist für Loge kein Baudenkmal ausgewiesen.

## Persönlichkeiten

### Söhne und Töchter des Ortes
- Burchard Bösche (* 14. September 1946; † 23. Oktober 2019 in Hamburg), Jurist, Gewerkschafter und Autor
- Hartmut Bösche Heimatkundler, Autor[1]
- Jan Bösche ARD-Korrespondent des MDR in Washington[2][3]